# Asura violacea
Asura violacea là một loài bướm đêm thuộc phân họ Arctiinae, họ Erebidae.